# 133. pr. Kr.
◄ | 3. stoljeće pr. Kr. | 2. stoljeće pr. Kr. | 1. stoljeće pr. Kr. | ►
◄ | 160-ih pr. Kr. | 150-ih pr. Kr. | 140-ih pr. Kr. | 130-ih pr. Kr. | 120-ih pr. Kr. | 110-ih pr. Kr. | 100-ih pr. Kr. | ►
◄◄ | ◄ | 136. pr. Kr. | 135. pr. Kr. | 134. pr. Kr. | 133 pr. Kr. | 132. pr. Kr. | 131. pr. Kr. | 130. pr. Kr. | ► | ►►
Astronomija

## Događaji
- Pergamski kralj Atal III. dobrovoljno predaje Pergamsku kraljevinu u ruke Rimljana.
- Ubojstvo poslanika (tribuna) Tiberija Grakha poslije izglasavanja agrarne reforme.
- Završile borbe Rimljana protiv Luzitanaca u Hispaniji, koje su započele 154. pr. Kr.

## Vanjske poveznice
|  | Zajednički poslužitelj ima još gradiva o temi 133. pr. Kr. |